# Príslop
Príslop (maďarsky Kispereszlő, rusínsky Присліп) je obec na Slovensku v okrese Snina v Prešovském kraji na úpatí Bukovských vrchů. Leží v ochranném pásmu Národního parku Poloniny. Žije zde 47 obyvatel.
První písemná zmínka o obci je z roku 1568.

## Stavby
- Řeckokatolický kostel z roku 1989, stavba začala v roce 1967, ale byla zastavena úřady v roce 1970. V blízkosti kostela je vojenský hřbitov z první světové války, na kterém je pohřbeno 81 vojáků;[2] projektantem hřbitova byl József Lamping.[3]
- Pravoslavný kostel